# Things Fall Apart
Things Fall Apart – czwarty album studyjny amerykańskiej grupy hip-hopowej The Roots, wydany w lutym 1999 roku. To pierwszy z trzech albumów zespołu wydanych przez MCA Records. Został wydany z pięcioma różnymi okładkami. W 2000 roku utwór You Got Me, nagrany wspólnie z Eryką Badu, został wyróżniony Nagrodą Grammy w kategorii "Best Rap Performance by a Duo or a Group". 

## Lista utworów
| 1.  | "Act Won (Things Fall Apart)"                      | 0:55    |
|     |                                                    |         |
| 2.  | "Table of Contents (Parts 1 & 2)"                  | 3:37    |
|     |                                                    |         |
| 3.  | "The Next Movement"                                | 4:10    |
|     |                                                    |         |
| 4.  | "Step Into the Realm"                              | 2:50    |
|     |                                                    |         |
| 5.  | "The Spark"                                        | 3:52    |
|     |                                                    |         |
| 6.  | "Dynamite!"                                        | 4:46    |
|     |                                                    |         |
| 7.  | "Without a Doubt"                                  | 4:13    |
|     |                                                    |         |
| 8.  | "Ain't Sayin' Nothin' New"                         | 4:34    |
|     |                                                    |         |
| 9.  | "Double Trouble"                                   | 5:50    |
|     |                                                    |         |
| 10. | "Act Too (The Love of My Life)"                    | 4:55    |
|     |                                                    |         |
| 11. | "100% Dundee"                                      | 3:54    |
|     |                                                    |         |
| 12. | "Diedre vs. Dice"                                  | 0:47    |
|     |                                                    |         |
| 13. | "Adrenaline!"                                      | 4:27    |
|     |                                                    |         |
| 14. | "3rd Acts: ? vs. Scratch 2... Electric Boogaloo"   | 0:52    |
|     |                                                    |         |
| 15. | "You Got Me" (feat. Erykah Badu)                   | 4:19    |
|     |                                                    |         |
| 16. | "Don't See Us"                                     | 4:30    |
|     |                                                    |         |
| 17. | "The Return to Innocence Lost"                     | 11:55   |
|     | (utwór zawiera ukryty bonus "Act Fore (The End?)") |         |
|     |                                                    | 1:10:26 |
|     |                                                    |         |

## Muzycy
- Black Thought - rap
- Questlove – perkusja
- Malik B. - rap
- Kamal Gray - instrumenty klawiszowe
- Leonard "Hub" Hubbard - gitara basowa
- Rahzel - beatbox
- Scratch - beatbox
- The Jazzy Fatnastees - głos ("The Next Movement")
- DJ Jazzy Jeff - skrecze ("The Next Movement")
- D’Angelo – instrumenty klawiszowe ("The Spark")
- Lady B - głos ("Without a Doubt")
- Dice Raw - rap ("Ain't Sayin' Nothin' New", "Diedre vs. Dice", "Don't See Us")
- Eve - rap ("Ain't Sayin' Nothin' New", "You Got Me")
- Scott Storch – instrumenty klawiszowe ("Ain't Sayin' Nothin' New", "Adrenaline!", "You Got Me")
- James Poyser - instrumenty klawiszowe ("Double Trouble", "Act Too (Love of My Life)", "Don't See Us")
- Mos Def - rap ("Double Trouble")
- Common - rap ("Act Too (Love of My Life)")
- BSRM Strings - smyczki ("Act Too (Love of My Life)", "You Got Me")
- Marie Daulne - głos ("Act Too (Love of My Life)")
- Diedre Murray - altówka ("Diedre vs. Dice")
- Beenie Siegal - głos ("Adrenaline!")
- Erykah Badu - głos ("You Got Me")
- Anthony Tidd - gitara ("You Got Me", "The Return to Innocence Lost")
- Warren Wimbly - gitara ("You Got Me")
- Bob Powers - syntezator ("You Got Me")
- Spanky - gitara ("Don't See Us")
- Ursula Rucker - recytacja ("The Return to Innocence Lost")